# Austin Rhodes
Pour les articles homonymes, voir Rhodes (homonymie).
Pas d'image ? Cliquez ici

a Compétitions nationales et continentales officielles uniquement.

b Matchs officiels uniquement.
Austin Rhodes, né le 25 février 1937 à St Helens au Royaume-Uni et mort le 12 février 2019 dans la même ville, est un joueur de rugby à XIII anglais évoluant au poste d'arrière ou de centre dans les années 1950 et 1960. Il a notamment joué pour St Helens RLFC où il y rejoint le temple de la renommée. 
Il a également été international britannique disputant la Coupe du monde 1957 et 1960.

## Biographie
Austin Rhodes est né à St Helens, dans le Lancashire, en Angleterre, et il a été élève à l'école St Austin à Thatto Heath. Musicien prometteur, il pratique également différents sports, football et cricket et rugby à XIII. Dans ce dernier sport, il représente également l'équipe du Lancashire  .
Il rejoint les Saints de St Helens RLFC, disputant sa première rencontre avec l'équipe première le 28 mars 1955 contre Liverpool City (en). Pour sa première saison, il inscrit 306 points dont 10 essais. Parmi ses performances sur cette saison, il inscrit dix coups de pied contre Bradford Northern lors du troisième tour de la Challenge Cup et deux lors de la finale victorieuse du 28 avril 1956 au stade de Wembley de Londres face à Halifax sur le score de 13 à 2.
La saison suivante, il inscrit 365 points, avec notamment trois essais et six coups de pied contre Huddersfield. Parmi ses autres performances, il réalise un essai et dix coupes de pied contre Barrow et trois essais et neuf coups de pied contre Blackpool Borough. Il s'incline au Central Park de Wigan face à Oldham lors de la finale de la Coupe du comté de Lancashire d'octobre 1956 sur le score 10 à 3. Ces performances lui permettent de figurer dans Grande-Bretagne qui se rend en Australie pour disputer la Coupe du monde 1957. Il obtient ainsi sa première sélection avec les British Lions, contre la Nouvelle-Zélande, les kiwis remportant lors de cette rencontre sur le score de 29 à 21, leur première victoire dans l'histoire de la coupe du monde.  L'année suivante, il est confronté à la concurrence de Alex Murphy au poste de demi de mêlée. Déplacé au poste d'arrière, il marque 10 buts lors de la victoire 44 à 22 de son équipe sur Hunslet lors de la finale du championnat au cours de la saison 1958-1959 au stade Odsal de Bradford le 16 mai 1959,.
La saison suivante, il s'incline en finale du championnat du Lancashire sur le score de 5 à 4 contre Warrington, rencontre où il inscrit l'ensemble des points de son équipe. Deux semaines plus tôt, il participe à la rencontre opposant St Helens à l'Australie en tournée au Royaume-Uni. Il inscrit les deux points de son équipe qui s'impose 15 à 2. Lors de la coupe du monde 1960 disputée en septembre et octobre 1960, il dispute deux rencontres, lors de la victoire 33 à 7 contre la France, inscrivznt deux essais et de la victoire 10 à 3 contre l'Australie. La Grande-Bretagne, vainqueure des trois matchs, est déclarée championne du monde. 
Le 29 octobre 1960, il marque un but et 3 buts lors de la victoire 15 à 9 sur Swinton lors de la finale de la Coupe du comté du Lancashire disputée à Wigan. Avec St Helens, il remporte la Challenge Cup en s'imposant 12 à 6 face à  Wigan lors de la finale ddisputée à Wembley le 13 mai 1961, devant 94 672 spectateurs. Il inscrit trois coups de pied. Fin septembre, début octobre 1961, il dispute un quatrième tests sous les couleurs de la Grande-Bretagne, le premier de la tournée de l'équipe de Nouvelle-Zélande, une défaite 29 à 11. Quelques semaines plus tard, en novembre, il remporte une nouvelle fois le championnat du Lancashire, 25 à 9 face à Swinton, rencontre où il inscrit un essai et 5 buts.
En 1962, il rejoint le club de Leigh avec lequel il est défait en finale du championnat du Lancashire par son ancien club sur le score de 17 à 4, au stade Knowsley Road de St Helens le 26 octobre 1963. De 1965 à 1968, il évolue vac Swinton. Il retrouve son ancien club de St Helens, remportant une nouvelle fois championnat du Lancashire le 25 octobre 1968 à Wigan face à Oldham  sur le score de 30 à 2.

## Vie privée
Austin Rhodes s'est marié avec Marlene L. (née May) lors du troisième trimestre 1963 dans le district de St. Helens. Ils ont eu des enfants : Martyn J. Rhodes en 1964 et Karen L. Rhodes en 1965. Il est mort à St Helens le 12 février 2019 .

## Œuvre
- (en) A Lad from Donkey Common : A Rugby League Life, London League Publications, 30 septembre 2012, 154 p. (ISBN 978-1-903659-64-9).